# 後閑博
後閑 博（ごかん ひろし、1950年または1951年 - ）は日本の地方公務員。埼玉県公営企業管理者、同信用保証協会会長を歴任。瑞宝小綬章受章。

## 人物・経歴
埼玉県庁に入庁し、2003年 (平成15年) 4月 同改革政策局長、同福祉部付、2008年4月 同県民生活部長、2010年4月 県民生活部長を土屋綱男と交代し樋口和男の後任として同公営企業管理者、2011年3月 石田義明を後任に企業管理者、県庁退職。
同年5月 埼玉県信用保証協会会長。東日本大震災の対応や東和銀行との経営改善・事業再生支援に関する業務提携を行った。2017年5月 塩川修を後任として同会長を退任。

## 栄典
- 2022年4月 令和4年春の叙勲で瑞宝小綬章を受章[1]。